# Epina
Epina é um gênero de mariposa pertencente à família Crambidae.